# Schangaösen-Massaker
Das Schangaösen-Massaker fand während des Wochenendes am 16. und 17. Dezembers 2011 im Westen Kasachstans, im Gebiet Mangghystau, statt. Mindestens 14 Demonstranten wurden dabei in der von Ölindustrie geprägten Stadt Schangaösen im Zuge von Protesten am Unabhängigkeitstag Kasachstans von der Polizei getötet, wobei die Aufstände sich auch auf andere Städte im Gebiet ausweiteten. Das Massaker war die erste gewalttätige Niederschlagung von Demonstrationen seit der Unabhängigkeit Kasachstans und schädigte das internationale Ansehen des Landes beträchtlich. Es galt als beispielhaft für die Menschenrechtslage des Landes unter Präsident Nursultan Nasarbajew.

## Ausgangslage in Schangaösen
Schangaösen wurde als „Stadt mit nur einer Industrie […], konzentriert auf das alternde Ölfeld von Ösen“ wahrgenommen. Dabei gab es große soziale Ungleichheiten. Während Manager und ausländische Fachkräfte hohe Löhne bezogen, waren viele Arbeiter der Ölindustrie im Gebiet Mangghystau wegen niedriger Löhne armutsgefährdet. Die Arbeiter fühlten sich benachteiligt, da sie im Gegensatz zu den vergleichsweise wohlhabenden Städten Almaty und Astana nicht von den wirtschaftlichen Erträgen der Ölindustrie profitierten und unter schwierigen Lebensbedingungen lebten, aber für fast 70 % des Ölertrags des Landes verantwortlich zeichneten.
Am 26. Mai 2011 streikten Arbeiter des Ölfelds für die Ausbezahlung von Gefahrenzuschlägen, höhere Löhne und bessere Arbeitsbedingungen. Der Streik wurde von lokalen Gerichten als illegal eingestuft und das staatliche Ölunternehmen KazMunayGas entließ fast 1000 seiner Angestellten. Manche der entlassenen Arbeiter starteten daraufhin als Protest eine Rund-um-die-Uhr-Besetzung des Stadtplatzes, in der Forderung nach einer stärkeren Repräsentation innerhalb der Gewerkschaft und Anerkennung von Arbeiterrechten. Die Proteste gingen monatelang ohne offizielles Eingreifen weiter. Laut Radio Free Europe weiteten sich die Proteste aus, „weil die Demonstranten aufgebracht darüber waren, dass die Regierung einen Würgegriff über Lohnverhandlungen und Arbeiterrechte legte.“ Mitte Dezember begannen einige Arbeiter auf dem Stadtplatz das Recht auf Bildung unabhängiger politischer Parteien ohne Einfluss der Regierung zu fordern.

## 16. Dezember 2011
Am 16. Dezember kam es zu Zusammenstößen zwischen Demonstranten und der Polizei, die versuchte, die Demonstration auf dem Stadtplatz in Vorbereitung auf die Feiern zum Unabhängigkeitstag aufzulösen. Während Aktivisten meinten, Polizisten hätten begonnen, auf unbewaffnete Demonstranten zu schießen, meinten staatliche Behörden, „Banditen“ hätten sich unter die Demonstranten gemischt und die Aufstände begonnen. Dabei veröffentlichten die Behörden ein Video, das diese Version unterstützen sollte.
Die Anzahl der Toten ist umstritten. Nach Regierungsangaben wurden elf Menschen getötet, Quellen der Opposition geben Zahlen von mehreren dutzend Toten an. Der Staatsanwalt Asqat Dauylbajew gab an, dass „Zivilisten, die sich auf dem Hauptplatz versammelt hatten, um das 20. Jubiläum der Unabhängigkeit des Landes zu feiern, von einer Gruppe Randalierern angegriffen wurden“. Der oppositionelle kasachische Fernsehsender K-Plus zeigte die Anfänge der Unruhen, als Männer, die vorgaben, Ölarbeiter zu sein, auf die Bühne rannten, die Festredner wegschubsten und Zivilisten anpöbelten, bevor die Polizei ankam. In den folgenden Unruhen wurden lokale Behörden, ein Hotel und ein Büro des staatlichen Ölunternehmens laut Dauylbajew in Brand gesetzt. Nach Behördenangaben wurden 68 Menschen in den Unruhen verletzt. Wegen eines Mangels an Krankenhausbetten in Schangaösen wurden zahlreiche Menschen in das 150 Kilometer entfernte Aqtau gebracht, um dort behandelt zu werden.

### Berichte von Opfern und Zeugen
Zeugen berichteten von der Polizei, die „Kugeln auf die Menschen hagelte“. Ein Zeuge meinte: „Normalerweise sieht man Reihen von Soldaten mit schussbereiten Waffen nur in Filmen […] Wenn man das aus der Nähe sieht, ist es eine komplett andere Erfahrung. Besonders wenn das, was man sieht, OMON-Polizisten sind, alle in schwarzer Montur, eine Barrikade bauend und mit Knüppeln auf ihre Schilder einschlagend.“

## Reaktionen

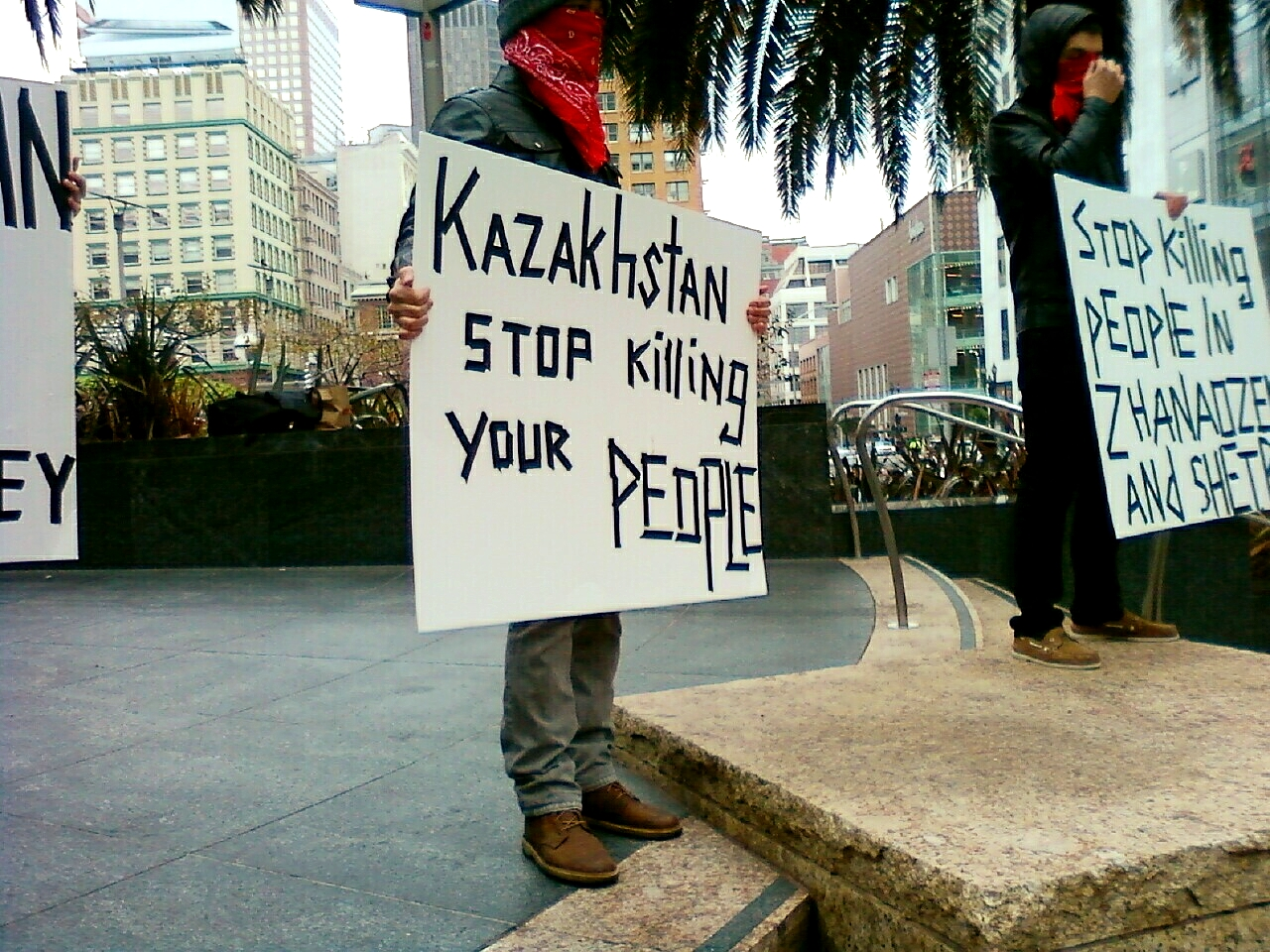
Demonstranten in San Francisco (USA) am 18. Dezember 2011 beim Protest gegen die Antwort der kasachischen Regierung auf die Aufstände

In der Nacht des 16. Dezember nahm die Polizei in Almaty oppositionelle Aktivisten, die gegen die Tode in Schangaösen protestierten, in Gewahrsam.
Arbeiter der Ölfelder in Kalamka und Karaschanba streikten als Antwort auf die Ereignisse in Schangaösen.
Am 17. Dezember blockierte und demolierte eine Gruppe von Männern im Dorf Schetpe in der Nähe von Aqtau eine Eisenbahnstrecke. Auch in anderen Städten des Oblasts wurde von Unruhen berichtet.
Präsident Nasarbajew besuchte das Gebiet Mangghystau einige Tage nach dem Ausbruch der Unruhen. Am 22. Dezember sagte er bei einem Aufenthalt in Aqtau, dass er seinen Schwiegersohn Timur Qulybajew für seinen Umgang mit der Situation entlassen würde. Qulybajew war Vorsitzender von Kasachstans Staatsfonds Samruk-Kazyna, der mehrere Staatsanlagen verwaltet, darunter das Energieunternehmen KazMunayGas.
Nasarbajew entließ mehrere Beamte auf lokaler Ebene wegen ihrer Rolle im Massaker. Polizeibeamte, die für die Schüsse auf Demonstranten verantwortlich gemacht wurden, wurden verhaftet. Der Regierungschef des Gebiets Mangghystau, Qyrymbek Köscherbajew, trat in Folge zurück und Nasarbajew ersetzte ihn mit einem ehemaligen Innenminister. Nasarbajew entließ auch Bolat Aqscholaqow als Vorsitzenden von KazMunayGas. Am 26. Dezember löste er auch das Versprechen, Kulibajew zu entlassen, ein. Nasarbajew erließ auch eine 20-tägige Ausgangssperre und Ausnahmezustand für Schangaösen.

### Ermittlungen
Am 9. Januar 2012 wurde berichtet, dass sechs kasachische Staatsorgane, „darunter der öffentliche Ausschuss, ein aus Vertretern der Zivilgesellschaft und Beamten bestehendes Staatsorgan, sowie einige weitere Organe, die von den Behörden aufgesetzt wurden“, Untersuchungen zum Schangaösen-Massaker durchführten. Kasachische Behörden gaben an, sie hätten die Vereinten Nationen zur Teilnahme an den Untersuchungen gebeten, aber ein Sprecher des Büros des Generalsekretärs sagte, dass die UNHCHR nicht zu Untersuchungen eingeladen worden sei.
Ein Gerichtsverhandlung gegen Demonstranten begann im Mai 2012 in Aqtau. Mehrere Angeklagte beklagten, sie seien im Polizeigewahrsam und während Verhören körperlich misshandelt oder sogar gefoltert worden. Einige Zeugen gaben an, sie seien von der Polizei bedroht worden, um Falschaussagen zu liefern. Mehrere Vertreter der kasachischen Opposition wurden in Verbindung mit den Demonstrationen verhaftet, darunter der Journalist Schanbolat Mamai, die Politiker Serik Sapargali und Wladimir Koslow sowie der Theaterdirektor Bolat Atabajew. Human Rights Watch protestierte gegen die Verhaftungen: „Wenn die kasachischen Behörden beweisen können, dass diese politischen Aktivisten an der Gewalt in Schangaösen beteiligt waren, würden sie nicht auf solche ungenauen und nicht definierten Vorwürfe zurückgreifen, um sie zu verhaften. […] Die Anklage, „gesellschaftlichen Unfriede angestiftet zu haben“, sollte sofort fallen gelassen werden und die, gegen die keinerlei Beweis einer gewalttätigen Handlung vorliegt, sofort aus der Untersuchungshaft entlassen werden.“ Die Pressefreiheitsorganisation ARTICLE 19 beschrieb die Anklagen als „fadenscheinig“ und „alarmierend“, warnend, dass die Verhaftung Atabajews und anderer „eine abschreckende Wirkung auf Meinungsfreiheit in Kasachstan“ habe. Amnesty International beschrieb die Anklage gegen Atabajew als erfunden und bezeichnete ihn als Gewissensgefangenen, „ausschließlich inhaftiert aufgrund der Ausübung seines Rechts auf Meinungsfreiheit“.
Zwei weitere Verhandlungen von Sicherheitsbeamten finden derzeit statt. In einem sind fünf Polizeibeamte angeklagt, auf Demonstranten geschossen zu haben. Im anderen ist der ehemalige Chef der Haftanstalt in Schangaösen in Verbindung zum Tod eines Verdächtigen, der vermeintlich zu Tode geschlagen wurde, angeklagt.

### Darstellung in den Medien
Naubet Bissenov untersuchte, welche Unterschiede es in der Darstellung des Konflikts zwischen den regierungsnahen Zeitungen Kasachstanskaja Prawda und Karawan und den oppositionsnahen Golos Respubliki und Wsgljad gab. Dabei machten die regierungsnahen Zeitungen die Demonstranten und die Opposition für den Konflikt verantwortlich, während die oppositionsnahen Zeitungen beide Seiten in die Darstellung des Konflikts einbanden. Während die regierungsnahen Zeitungen kaum über die Ursache des Konflikts berichteten, nahmen die oppositionsnahen Zeitungen das Versagen der Regierung und von KazMunayGas, angemessen auf die Forderungen nach besseren Arbeitsbedingungen zu reagieren, als Ursache für den Konflikt wahr.
Der kasachische Sänger Bavyrjan veröffentlichte ein Lied, in dem er Präsident Nasarbajew dafür kritisierte, nicht auf die Beschwerden der demonstrierenden Arbeiter in Schangaösen gehört zu haben. Das Lied wurde von der Regierung verboten. Im Juli 2015 veröffentlichte die kasachisch-russische Band Nazarbayev Terror Machine ihr erstes Album „Zhanaozen“, das dem Massaker gewidmet ist.
Der ehemalige britische Premierminister Tony Blair gab Nasarbajew Rat zur Schadensbegrenzung und half ihm, eine Antwort zu formulieren, die später in westlichen Medien verbreitet wurde.